# 陈海强
陈海强（1973年—），上海人，海派油画家。中国美术家协会会员、上海美术家协会会员，曾任上海人民美术出版社美术编辑。风格主要学院艺术，超现实主义。油画擅长女性人物肖像。

## 历年画展

### 联展
- 1993年
  - 上海油画展（上海美术馆）[1]
- 1994年
  - 第八届全国美术作品展览（上海美术馆）[1]
- 1997年
  - 第四届全国体育美术作品上海展[1]（上海美术馆）
- 1999年
  - 首届上海青年美术大展（上海刘海粟美术馆）
  - 解放上海50周年美术作品展（上海美术馆）
- 2001年
  - 上海青年美术大展——获二等奖[2]（上海刘海粟美术馆）
  - 第五届全国体育美术作品展览（广州美术馆）
  - 上海美术大展（上海美术馆）
- 2002年
  - “边缘具象”当代油画作品展（上海大剧院画廊）
- 2004年，具像2004（圆点艺术沙龙）
  - “重叠”浙沪当代绘画艺术展（浙江展览馆）
- 2006年
  - 首届中国当代学院水彩艺术展（中国美术学院）
  - “贰千度”新学院当代油画作品展（聚荣轩画廊）
- 2007年
  - 07序曲——视觉新春（上海浦东新区图书馆）
  - 非常印象——中国青年油画家优秀作品提名展（上海春季艺术沙龙）
  - 上海青年美术大展（明园艺术中心）
  - 上海国际科学与艺术展（上海浦东展览馆）
  - 第二届中国美术院校师生油画作品展
  - 上海优秀青年油画家作品展（徐汇艺术馆）
  - 中日交流作品展（大阪艺术学院）
  - 2007上海中青年艺术家推荐展（明园艺术中心）
  - 第八届全国水彩、水粉作品展览（大连市图书馆）
  - “时代精神”——全国人物肖像油画作品展览
  - 07.70经典（上海艺术博览会）
  - 受科协与美协委托为中科院陈庆云院士绘制肖像，永久陈列于中科院院士画廊

### 个人展
- 2013年，离析的城市（上海徐汇艺术馆）

## 奖项
2008年—— 记忆土山湾画展——获二等奖
获光华奖学金
2007年—— 获王嘉濂美术奖学金，
获上海中国画院高校美术奖学金
2001年—— 上海青年美术大展——获二等奖
1995年—— 上海高校联展优胜奖